# イディ・アミン
イディ・アミン・ダダ・ウミー（英語: Idi Amin Dada Oumee, 1925年 - 2003年8月16日）は、ウガンダの軍人、政治家。第3代大統領。元帥、法学博士の肩書も持つ。身長193cmの巨漢で、東アフリカのボクシングヘビー級チャンピオンになったこともある。1975年にはアフリカ統一機構議長も務めた。

## 経歴

### 生い立ち
アミンは生涯を通じて自伝や公式の経歴を残さなかったため、出生地や出生日は不詳である。イギリスの植民地時代のウガンダで1925年頃にコボコかカンパラ生まれとする説が多数である。
マケレレ大学のフレッド・グウェデコによれば、アンドレアス・ニャビレ（1889年 – 1976年）の子で、ニャビレはウガンダ北西部の西ナイル地方に住むカクワ族出身で、1910年にカトリックからイスラム教へ改宗し、アミン・ダダに改姓した。イディは父に捨てられ、イディ・アウォ＝オンゴ・アンゴー（Idi Awo-Ongo Angoo）の名で母方の家庭で育てられた。グウェデコによれば母はルグバラ族の伝統的なハーブ療法家のアッサ・アアテ（1904年 – 1970年）でブガンダ王室にも患者がいた。

### 軍歴
| 軍歴                                |                                                            |
|                                     |                                                            |
| イギリス植民地軍 王立アフリカ小銃隊 |                                                            |
| 1946年                              | 王立アフリカ小銃隊入隊                                     |
| 1947年                              | 二等兵 (Private)                                           |
| 1952年                              | 伍長 (Corporal)                                            |
| 1953年                              | 軍曹 (Sergeant)                                            |
| 1958年                              | 曹長 (小隊長)                                              |
| 1959年                              | エフェンディ (准士官)                                      |
| 1961年                              | 最初のウガンダ人国王任命士官 中尉                          |
|                                     |                                                            |
| ウガンダ軍                          |                                                            |
| 1962年                              | 大尉                                                       |
| 1963年                              | 少佐                                                       |
| 1964                                | 国軍副司令官                                               |
| 1965年                              | 大佐 国軍司令官                                            |
| 1968年                              | 少将                                                       |
| 1971年                              | 国家元首 国防評議会議長 国軍総司令官 陸軍参謀長 空軍参謀長 |
| 1975年                              | 元帥                                                       |

イディはボンボのイスラーム学校でコーランを暗唱、雑務を経て、1946年イギリス植民地軍の王立アフリカ小銃隊に炊事係として雇われた。その体格を生かし部隊内の体育大会で活躍し、衆目を集める。
ボクシングではヘビー級チャンピオンになったほか、白人ばかりのウガンダのラグビーチーム唯一の黒人選手として活躍し、植民地軍中尉にまで昇進する。ウガンダ独立後はミルトン・オボテに協力しムテサ2世を排除、ウガンダ軍参謀総長となった。

### 大統領

#### 権力掌握
ウガンダ軍参謀総長当時の1971年1月、イギリス連邦首脳会議のためオボテが外遊中に軍事クーデターで権力を掌握。1970年代のウガンダに軍事独裁政権を樹立した。オボテが左派的政策を採ったため、アミンは冷戦下において左派政権の排除を望む西側諸国から期待されてクーデターを実行し成功し、クーデターを支持したイギリスやアメリカをはじめとする西側諸国や、イスラエル、反共的なザイールのモブツ・セセ・セコと友好的な関係を持った。

#### 政策
やがて独裁化が進むとともに約10万から50万人と推計される国民を大量虐殺したとして「黒いヒトラー」、「アフリカで最も血にまみれた独裁者」と称され、少数民族、宗教指導者、ジャーナリスト、芸術家、官僚、裁判官、弁護士、学生、知識人、外国人などアミンの政策に異議を唱えた様々な人物が次々に粛清された。ほぼ同時期に大量虐殺を起こして同様に隣国に打倒されたカンボジアの独裁者ポル・ポトとも比較された。
また、アジア人追放事件（ほとんどは植民地時代に入植したグジャラート州などの出身の印僑であり、これに伴いインドとは断交した）を起こし、アミンはアジア人やヨーロッパ人の所有する事業や土地を自分の支持者に与えるも、杜撰な経営により産業は崩壊した。経済も荒廃し、平均賃金は9割も激減した。
アミンは右腕のアイザック・マリヤムングなど、自身と同じカクワ族出身者をスーダン人、ヌビア人と共に重用した。1977年までに、これらの3つの民族グループは高級軍人の60％と閣僚の75％を構成し、人口の5％にすぎないイスラム教徒は、これらの80％と87.5％を構成した。これがアミンが8回ものクーデターを切り抜けた理由ともされる。
アミン政権時代の8年のうち、ウガンダの自然環境や生態系は密輸業者と軍によって行われた、広範囲にわたる密猟と森林伐採にさらされた。ウガンダでは、ゾウの75％、サイの98％、ワニの80％、ライオンとヒョウの80％などが失われた。

#### 近隣および西側諸国との対立
このような暴政を西側諸国から批判されたため、当初の西側寄りの姿勢を急変させて1972年にはイギリスと断交してイスラエルの軍事顧問を追放し、1973年にはアメリカ政府もアミンと距離を置くこととなった。
アミンはアフリカにおける反欧米・反イスラエルの代表的存在であったリビアのカダフィ大佐に接近し、パレスチナ解放機構（PLO）のヤーセル・アラファート議長ともアミンの結婚式に立ち会うなど親しい仲であった。1975年からはアフリカ統一機構議長を務めるものの、翌1976年に発生したエールフランス機ハイジャック事件における対応に失敗して国際的な批判を浴びただけでなく、イスラエル軍によるエンテベ空港奇襲作戦を招く結果となった。アミンは報復として、入院していた女性の人質（イスラエルとイギリスの二重国籍者）一人、さらに在ウガンダのケニア人殺害を命じたため、イスラエルとイギリスとの関係をさらに悪化させることとなった。

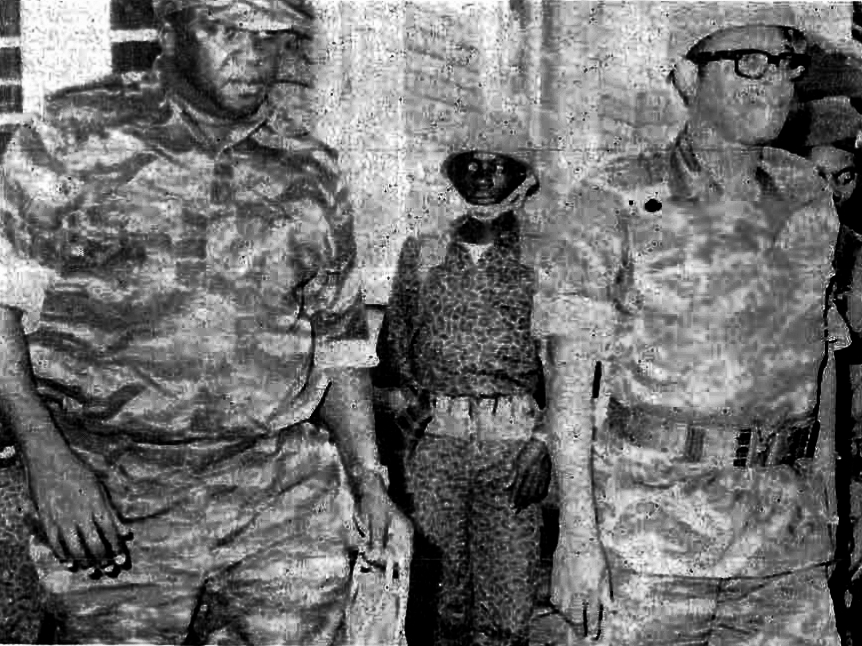
アミン（左）とモブツ（右、1977年）

当時冷戦下で西側諸国と対峙していたソビエト連邦は、ウガンダ最大の武器供給国であったが、そのソ連に対しても挑戦的な態度をとることもあり、アンゴラ内戦をめぐっては一時的に外交関係が断絶したこともあった。
ザイールの第一次シャバ紛争では、「私は共産主義者ではなく、東にも西にも支配されていない」と述べてウガンダ軍の派兵や軍事物質の提供などアミンと親交のあったモブツへの支援の用意があることを表明し、ソ連や東ドイツといった東側諸国に支持されたコンゴ解放民族戦線と敵対した。シュタージはウガンダの秘密警察の創設でアミンに協力した証拠のもみ消しを図った。
1978年に、オボテを保護していた隣国タンザニアのジュリウス・ニエレレと対立していたことから、タンザニアに侵攻するも失敗し、逆にタンザニア軍に首都のカンパラまで攻め込まれた（ウガンダ・タンザニア戦争）。リビアとPLOはウガンダを支援したが、既にソ連にとってアミンは持て余す存在であったために、タンザニアに反撃を受けるウガンダを支援しなかった。

#### 失脚
1979年に、反体制派のウガンダ民族解放軍（UNLA）に攻撃された上に、軍内部の離反もあり失脚し、タンザニア侵攻の際に軍事作戦に協力していたリビアに当初は逃げるもカッザーフィーすらもアミンのかつての暴虐ぶりを知るや敬遠するようになり、翌1980年には敬虔なイスラム教徒として暮らすことを条件に生活援助を申し出たサウジアラビアへの亡命を許された。

### 死去
サウジアラビアに亡命後は何度かウガンダへの帰国を試みるもことごとく失敗し、表舞台に姿を見せることもなくなり、2003年8月16日にジッダの病院で多臓器不全による合併症で死去した。

## エピソード
- 学歴がなく、終生、貨幣経済や金銭に関して疎かった。若い頃、銀行員が小切手について「額とサインを書けば使用できる」と説明したのを「いくらでも使用できる」と勘違いして大量発行してもらい、数日後に使い切ると再び発行を要求したことが上司に知られ、支払いを取り消されたことがあった。大統領時代も浪費癖を側近に諫められると「それなら（紙幣を）刷ればいいじゃないか」と大真面目に答えたという。
- 最初の夫人となったマルヤム・アミンとは、1962年に結婚。夫についてマルヤムは、皿洗いや床掃除を手伝うなど優しく慈悲深かったが、ウガンダを支配するようになると人が変わってしまったと証言している。また、二人の間にできた6人の子供の親権を1973年に取り上げられ、以降は子供たちは行方不明になったと語っている[31]。
- 「虐殺した政敵の肉を食べた」などの噂を立てられた結果、「人食い大統領」というニックネームもつけられたが、実際のアミンは菜食主義者で、肉は鶏肉しか口にしたことがなかったといわれている[32]。
- ボクシングのヘビー級チャンピオンになった経歴から、アントニオ猪木との異種格闘技戦の計画が浮上したことがある。仕掛け人は康芳夫。アミンは1979年1月にこの猪木戦を承諾し、特別レフェリーにモハメド・アリを招聘して開催時期まで決まりかけていたが、結局、反体制派クーデターの影響でお流れになった。
- 学がない一方で弁が立ち、ユーモア精神もあり、1974年に開かれたアフリカ統一機構の首脳会議での演説でもジョークを連発した。その際、激しい対立関係にあったタンザニアのニエレレ大統領も握手を求めにきたアミンの手を思わず握り返してしまったという。
- さだまさしは名前の響きが面白いと思い、「パンプキン・パイとシナモン・ティー」（アルバム『夢供養』収録）に出てくる喫茶店の名前を「安眠（あみん）」と名づけた。さらに、さだのファンだった岡村孝子は、この名前を取って自らのユニット名を「あみん」とした。
- ウガンダ・トラは、アミンと容姿が似ていたことからこの芸名がつけられた。

## 関連作品

### 小説
- 『スコットランドの黒い王様』（原題：The Last King of Scotland）　武田将明訳、新潮社〈新潮クレスト・ブックス〉、1999年6月
アミン政権下のウガンダを題材にしたジャイルズ・フォーデン (Giles Foden) の小説。アミンに仕えたスコットランド人の白人青年医師の視点から描かれている。

### 映画
- "Général Idi Amin Dada: Autoportrait"（General Idi Amin Dada: A Self Portrait）
1974年 フランス バーベット・シュローダーの監督によるドキュメンタリー。本人が出演。
- 『食人大統領アミン』（原題：Rise and Fall of Idi Amin）
1981年製作のケニア・イギリス合作作品。日本では80年代の『食人族』映画ブームに乗って話題となった。内容は残虐性が誇張されているものの、これは英国の偏見またはプロパガンダを目的としていたためで、もともとは決して残酷映画の類いではなく、むしろ伝記的に彼の波乱に満ちた半生が史実に基づいて描かれている。
- 『ラストキング・オブ・スコットランド』（原題：The Last King of Scotland）
フォーデンの小説を元にケヴィン・マクドナルド監督が2006年に映画化。アミンを演じたフォレスト・ウィテカーがゴールデン・グローブ賞、アカデミー賞それぞれの主演男優賞に輝いた。日本では2007年3月10日公開。

### 漫画
- 『ゴルゴ13』「独裁者の晩餐」（1977年 著者：さいとうたかを）
ゴルゴがアミン側近から反対派リーダーの暗殺を依頼される。アミンとゴルゴの直接の接触はないにもかかわらず、虐殺が過ぎて死体からツェツェバエが大発生する、アフリカ統一機構会議で長広舌を振るう、スポーツ選手並みの激しいトレーニングを行う、側近がゴルゴの肝臓をアミンに供するため依頼を達成した彼を襲うなど、非常に存在感をもって描かれている。
- 『巨悪学園』（2011年 著者：長沢克泰うどん）
アミンをモデルにした生徒として井出網野 王命（16歳）が登場。体格は実際のアミンよりも小柄に描かれており、部下からは「将軍」と呼ばれている。第6話にてトイレマナーをめぐるトラブルに怒り、主人公の新命 龍明抹殺のため私軍を出動させる。

## 脚註
1. 1 2  ブリタニカ、エンカルタ、コロンビア等の百科事典は出生月日を不詳としており、1925年頃にコボコかカンパラで生まれたとしている。マケレレ大学のフレッド・グウェデコは、1928年5月17日であると主張している。ただし、これには議論があり、死後の混同も含まれる。死亡時に医師が没年を80歳と語ったため、1923年生まれとする例もある。いずれにしても1920年代生まれであることは確実である。
2. ↑  "Idi Amin: a byword for brutality", News24, July 21, 2003.
3. ↑  "Amin, Idi", Encyclopædia Britannica Online, Retrieved April 16, 2008.
4. ↑  "The Making of Idi Amin". New African. 1979.
5. ↑  Ullman, Richard H. (April 1978). "Human Rights and Economic Power: The United States Versus Idi Amin". Foreign Affairs.
6. ↑  Keatley, Patrick (18 August 2003). "Obituary: Idi Amin". The Guardian. London.
7. ↑  “Disappearances and Political Killings: Human Rights Crisis of the 1990s: A Manual for Action”.   Amnesty International. 2007年11月28日時点のオリジナルよりアーカイブ。2019年6月3日閲覧。
8. ↑  “BBC NEWS – Africa – UK considered killing Idi Amin”. BBC. (2003年8月6日) 2019年6月3日閲覧。
9. 1 2  Baltrop, Paul (17 December 2014). A Biographical Encyclopedia of Contemporary Genocide: Portraits of Evil and Good. online: ABC-CLIO. p. 17. ISBN 978-0-313-38678-7.
10. ↑  “Country Studies: Uganda: Military Rule Under Amin”. Federal Research Division.   United States Library of Congress. 2019年6月3日閲覧。
11. 1 2  Stapenhurst, Rick; Kpundeh, Sahr John, eds. (1999). Curbing Corruption: Toward a Model for Building National Integrity. Washington: World Bank. ISBN 0-8213-4257-6.
12. ↑  Lindemann, Stefan (2011). "The Ethnic Politics of Coup Avoidance: Evidence from Zambia and Uganda". Africa Spectrum. 46 (2): 3–41 [p. 20]. JSTOR 41336253.
13. ↑  Tall, Mamadou (Spring–Summer 1982). "Notes on the Civil and Political Strife in Uganda". A Journal of Opinion (Issue: A Journal of Opinion, Vol. 12, No. 1/2) 12 (1/2): 41–44. doi:10.2307/1166537. JSTOR 1166537.
14. ↑  "240. Telegram 1 From the Embassy in Uganda to the Department of State, 2 January 1973, 0700Z". United States Department of State. Office of the Historian. E-6. 2 January 1973. Retrieved 8 August 2009.
15. ↑  Roland Anthony Oliver, Anthony Atmore. Africa Since 1800. p. 272
16. ↑  Dale C. Tatum. Who influenced whom?. p. 177
17. ↑  Gareth M. Winrow. The Foreign Policy of the GDR in Africa, p. 141.
18. ↑  Jamison, M. Idi Amin and Uganda: An Annotated Bibliography, Greenwood Press, 1992, pp. 155–56
19. ↑  Nakajubi, Gloria (15 June 2015). "Ugandan dictator Idi Amin's widow Sarah Kyolaba dies in the UK aged 59 The dictator's former "favourite" ran a hair salon in north London". Independent
20. ↑  Dale C. Tatum. Who influenced whom?. p. 177.
21. ↑  “Amin Getting Away With Biting Soviet Hand That Feeds Him”. ニューヨーク・タイムズ. (1975年11月20日) 2020年1月2日閲覧。
22. ↑  “Amin Offers to Aid Zaire With Troops, Supplies”. ワシントン・ポスト. (1977年4月23日) 2018年6月26日閲覧。
23. ↑  Gareth M. Winrow. The Foreign Policy of the GDR in Africa, p. 141.
24. ↑  East African trade zone off to creaky start, Christian Science Monitor, 9 March 2006
25. ↑  “Idi Amin and Military Rule”. Country Study: Uganda.   Library of Congress (1990年12月). 2019年6月3日閲覧。 “By mid-March 1979, about 2,000 Libyan troops and several hundred Palestine Liberation Organization (PLO) fighters had joined in the fight to save Amin's regime”
26. ↑  Acheson-Brown, Daniel G. (2001). “The Tanzanian Invasion of Uganda: A Just War?”. International Third World Studies Journal and Review 12:  1–11 2019年6月3日閲覧。.
27. ↑  “Soviets, in Shift, Criticize Amin's Rule in Uganda”. ワシントン・ポスト. (1979年4月30日) 2020年1月2日閲覧。
28. ↑  “IDI AMIN LIVING HIGH IN SAUDI ARABIA”. ワシントン・ポスト. (1991年3月31日) 2019年6月3日閲覧。
29. 1 2  “Out of Africa: Idi Amin Apparently Returning to Exile Home”. AP通信. (1989年1月20日) 2019年12月30日閲覧。
30. ↑  “Idi Amin”. Encyclopædia Britannica (2008年12月19日). 2007年3月14日時点のオリジナルよりアーカイブ。2019年12月30日閲覧。
31. ↑  とーく 『朝日新聞』1979年（昭和54年）7月31日朝刊 13版 7面
32. ↑  歴史群像　2004年12月号　185頁

## 関連日本語文献
- 『大虐殺 アミンの恐るべき素顔』ヘンリー・キエンバ 青木栄一訳、二見書房、1977年
- 『独裁者アミン ウガンダの大虐殺』ダン・ウッディング、レイ・バーネット共著、島田礼子訳、いのちのことば社、1981年

| 公職                          | 公職                                         | 公職                          |
| ----------------------------- | -------------------------------------------- | ----------------------------- |
| 先代 ミルトン・オボテ         | ウガンダ共和国大統領 第3代：1971年 - 1979年  | 次代 ユスフ・ルレ (en)        |
| 外交職                        |                                              |                               |
| 先代 モハメド・シアド・バーレ | アフリカ統一機構議長 第14代：1975年 - 1976年 | 次代 シウサガル・ラングーラム |